# Rivière Utamikaneu
La rivière Utamikaneu est un affluent du Lac Dana à Eeyou Istchee Baie-James, dans la région administrative du Nord-du-Québec, dans la province canadienne de Québec, au Canada.
Le bassin versant de la rivière Utamikaneu est desservi par la route du Nord venant de Matagami passant à 2,9 km à l’Ouest de la source de la rivière Utamikaneu. La surface de la rivière est habituellement gelée du début novembre à la mi-mai, toutefois la circulation sécuritaire sur la glace se fait généralement de la mi-novembre à la mi-avril.

## Géographie
Les principaux bassins versants voisins de la rivière Utamikaneu sont :
- côté Nord : rivière Kauskatitineu, rivière Broadback, rivière Ouasouagami ;
- côté Est : lac Dana (Eeyou Istchee Baie-James), lac Evans, rivière Broadback ;
- côté Sud : rivière Matawawaskweyau, rivière Pauschikushish Ewiwach, ruisseau  Kapitastikweyack ;
- côté Ouest : lac Dodayer, lac Desorsons, lac Chaboullié, ruisseau Wemistikushiiuch Kawichitwaw, rivière Nottaway.

La rivière Utamikaneu prend sa source à l’embouchure du lac Utamikaneu (longueur : altitude : 262 m). Cette source est située à :
- 10,7 km à l’Ouest de l’embouchure de la rivière Utamikaneu (confluence avec le Lac Dana (Eeyou Istchee Baie-James) ;
- 31,2 km au Sud-Ouest de l’embouchure du Lac Dana (Eeyou Istchee Baie-James) (confluence avec le Lac Evans) ;
- 53,8 km avec la confluence du lac Evans ;
- 60,0 km au Nord-Ouest du lac Soscumica ;
- 103 km à l’Est de l’embouchure de la rivière Broadback ;
- 123,3 km au Nord du centre-ville de Matagami.

À partir de sa soure, la « rivière Utamikaneu » coule sur 24,0 km selon les segments suivants :
- 10,2 km vers le Sud-Est jusqu’à un ruisseau (venant du Sud-Ouest) ;
- 9,2 km vers le Nord-Est, jusqu’à un ruisseau (venant du Nord) ;
- 4,6 km vers l’Est, jusqu’à son embouchure[2].

La « rivière Utamikaneu » se déverse au fond de la baie de la rive Ouest du Lac Dana (Eeyou Istchee Baie-James). Ce dernier se déverse sur la rive Ouest du lac Evans lequel est traversé vers le Nord par la rivière Broadback.
L’embouchure de la rivière Utamikaneu est située à :
- 14,1 km au Sud-Ouest de l’embouchure du Lac Dana (Eeyou Istchee Baie-James).
- 38,3 km au Sud-Ouest de l’embouchure du lac Evans (confluence avec la rivière Broadback) ;
- 61 km au Nord du lac Soscumica ;
- 111,7 km à l’Est de l’embouchure de la rivière Broadback ;
- 123,3 km au Nord du centre-ville de Matagami.

## Toponymie
D’origine crie, cet hydronyme signifie « la rivière de la joue ».
Le toponyme « rivière Utamikaneu » a été officialisé le 5 octobre 1982 à la Commission de toponymie du Québec